# Ctimene fulvimacula
Ctimene fulvimacula är en fjärilsart som beskrevs av W. Warren 1895. Ctimene fulvimacula ingår i släktet Ctimene och familjen mätare. Inga underarter finns listade i Catalogue of Life.